# Палладийгерманий
Палла̀дийгерма́ний — бинарное неорганическое соединение, интерметаллид
палладия и германия
с формулой GePd,
кристаллы.

## Получение
- Сплавление стехиометрических количеств чистых веществ:

{\displaystyle {\mathsf {Pd+Ge\ {\xrightarrow {830^{o}C}}\ GePd}}}

## Физические свойства
Палладийгерманий образует кристаллы ромбической сингонии, пространственная группа P nma, параметры ячейки a = 0,5782 нм, b = 0,3481 нм, c = 0,6259 нм, Z = 4,
структура типа фосфида марганца MnP
.
Соединение конгруэнтно плавится при температуре 830 °C.